# Jardell Kanga
Jardell Kanga (Estocolmo, 13 de diciembre de 2005) es un futbolista sueco. Juega de delantero y su equipo es el Ilves Tampere de la Veikkausliiga. Fue internacional juvenil por la selección sub-17 de Suecia desde 2021.

## Trayectoria
Formado en las inferiores del IF Brommapojkarna, fue promovido al primer equipo en la temporada 2021-22 para disputar la Primera División de Suecia. Con 15 años y 3 meses, fue el jugador más joven en anotar con el club y consiguió el ascenso a la Superettan.
El 20 de enero de 2022 fichó por el Bayer Leverkusen de la Bundesliga. En septiembre de ese mismo año fue incluido en la lista de The Guardian como una de las promesas del fútbol mundial.

## Selección nacional
Fue internacional juvenil con la selección sub-17 de Suecia.

## Clubes
| Club                       | País         | Año           |
| -------------------------- | ------------ | ------------- |
| IF Brommapojkarna          | Suecia       | 2021-2022     |
| Bayer 04 Leverkusen sub-19 | Alemania     | 2022-2024     |
| De Graafschap (cedido)     | Países Bajos | 2024          |
| Hammarby Fotboll           | Suecia       | 2024-presente |
| Ilves Tampere (cedido)     | Finlandia    | 2025-presente |

## Vida personal
Nacido en Suecia, es descendiente congolés.